# Stor-Svarttjärnen (Ramsjö socken, Hälsingland)
Stor-Svarttjärnen är en sjö i Ljusdals kommun i Hälsingland och ingår i Ljusnans huvudavrinningsområde. Sjön har en area på 0,119 kvadratkilometer och ligger 462,1 meter över havet. Sjön avvattnas av vattendraget Svartån.

## Delavrinningsområde
Stor-Svarttjärnen ingår i det delavrinningsområde (688972-149383) som SMHI kallar för Mynnar i Hennan. Medelhöjden är 409 meter över havet och ytan är 17,02 kvadratkilometer. Det finns inga avrinningsområden uppströms utan avrinningsområdet är högsta punkten. Svartån som avvattnar avrinningsområdet har biflödesordning 3, vilket innebär att vattnet flödar genom totalt 3 vattendrag innan det når havet efter 170 kilometer. Avrinningsområdet består mestadels av skog (68 procent) och sankmarker (17 procent). Avrinningsområdet har 0,35 kvadratkilometer vattenytor vilket ger det en sjöprocent på 2,1 procent.